# Palestyński Ludowy Front Walki
Palestyński Ludowy Front Walki (arab. ‏جبهة النضال الشعبي الفلسطيني‎, trb. dżbha an-Ndal asz-Sz`bi al-Flstini) – polityczno-militarna organizacja palestyńskich nacjonalistów, łącząca nacjonalizm z hasłami lewicowymi.

## Historia
Powstał na Zachodnim Brzegu tuż przed wojną sześciodniową w 1967 roku. Po klęsce Arabów w wojnie sześciodniowej przeniósł struktury do Jordanii, a po Czarnym Wrześniu do Libanu. W latach 1971–1974 wchodził w skład al-Fatah, od 1973 lub 1974 roku ponownie jest odrębną organizacją. W 1982 roku przeniósł swoją kwaterę główną do Syrii. W 1988 roku był błędnie podejrzewany o przeprowadzenie zamachu nad Lockerbie.
Na Terytoriach Okupowanych cieszy się marginalnym poparciem. W wyborach w Autonomii Palestyńskiej w 1996 roku uzyskał 0,76% głosów. W wyborach parlamentarnych w 2006 roku wystartował pod nazwą „Wolność i Sprawiedliwość Społeczna”, lista zdobyła 0,72% głosów.
W przeszłości należał do Frontu Odmowy i Palestyńskiego Frontu Ocalenia Narodowego. Od końca lat 80. zbliżył się do Organizacji Wyzwolenia Palestyny, której obecnie jest członkiem.
Organem prasowym grupy jest „Nidal al-Sha'b" (Walka Ludu). Przywódcy: Samir Ghusha, Khalid abd al-Majid, Ibrahim Halali Fattani (Abu Naif) i Mahmud Ibrahim (Abu Zijad).

## Najważniejsze ataki przeprowadzone przez grupę
- 27 listopada 1969 roku dwóch aktywistów organizacji wrzuciło granat do budynku izraelskich linii lotniczych El Al w Stambule. Zginęła jedna osoba, a rannych zostało 14 innych[1].

- 24 kwietnia 1970 roku sześcioosobowe komando terrorystów podłożyło ładunki wybuchowe pod biura El Al w Stambule i Pan Am w Izmirze[1].

- 22 lipca 1970 roku sześciu fedainów porwało samolot Olympic Air, który leciał z Bejrutu do Aten. W zamian za uwolnienie pasażerów terroryści wymusili wypuczenie dwóch terrorystów więzionych w Grecji[1].

- 4 maja 1975 roku aktywiści grupy podłożyli bombę w Jerozolimie. W eksplozji zginęła jedna osoba, a trzy zostały ranne[1].

- 28 czerwca 1975 roku członkowie organizacji porwali w Libanie amerykańskiego oficera Ernesta Morgana. Wojskowy został wypuszczony na żądanie Jasira Arafata[11].

## Wsparcie zagraniczne
Wspierany był przez Syryjską Republikę Arabską i Libię pod rządami Mu’ammara al-Kaddafiego.

## Ideologia
Jest formacją nacjonalistyczną i lewicową, której celem jest utworzenie niepodległej Palestyny i całkowita eliminacja Izraela jako państwa.